# 広谷町
広谷町（ひろたにちょう）は、兵庫県養父郡にあった町。現在の養父市南東部、養父駅の西方一帯にあたる。

## 地理
- 山岳：城山、大徳山
- 河川：大屋川、建屋川

## 歴史
- 1889年（明治22年）4月1日 - 町村制の施行により、上箇村・浅野村・伊豆村・稲津村・上野村・大坪村・小城村・左近山村・新津村・十二所村・玉見村・畑村・広谷村の区域をもって広谷村が発足。
- 1927年（昭和2年）4月15日 - 町制施行して広谷町となる。
- 1956年（昭和31年）9月30日 - 建屋村と合併して明神町が発足。同日広谷町廃止。

## 交通

### 道路
- 国道9号